# Bayer 04 Leverkusen Fußball 2012-2013
Questa voce raccoglie le informazioni riguardanti il Bayer Leverkusen nelle competizioni ufficiali della stagione 2012-2013.

## Stagione
Nella stagione 2012/2013 il Bayer Leverkusen ha partecipato alla Bundesliga, prima divisione del calcio tedesco. Si è classificata al terzo posto qualificandosi direttamente alla Champions League 2013-2014. Davanti al Bayer sono arrivati solo Bayern Monaco e Borussia Dortmund, finalisti dell'edizione 2012-2013 della massima competizione calcistica europea per club.
In Coppa di Germania è stato eliminato agli ottavi di finale dal Wolfsburg. Nella Europa League 2012-2013, ha superato il girone eliminatorio ma ai sedicesimi è stato eliminato dal Benfica poi finalista del torneo.
A fine stagione, Hajime Hosogai, viene convocato dal commissario tecnico del Giappone, Alberto Zaccheroni, per la Confederations Cup 2013.
|  | Pos. | Squadra          | Pt | G  | V  | N | P | GF | GS | DR  |
|  | ---- | ---------------- | -- | -- | -- | - | - | -- | -- | --- |
|  | 3.   | Bayer Leverkusen | 65 | 34 | 19 | 8 | 7 | 65 | 39 | +26 |

## Divise e sponsor
Lo sponsor che compare sulle maglie della società è Sunpower.
Lo sponsor tecnico è il marchio Tedesco Adidas.
|  | Casa Maglia |  | Casa Alternativa |  | Casa Alternativa 2 |  | Trasferta Maglia |  | Terza Maglia |

## Organigramma societario
Area direttiva
- Presidente: Wolfgang Holzhäuser
- Direttore delle Finanze: Fabian Otto
- Responsabile area Legale: Christine Bernard

Area comunicazione
- Responsabile area comunicazione: Meinolf Sprink

Area marketing
- Direttore operazioni commerciali: Simon Pallman
- Area strategica: Felix Duden

Area tecnica
- Direttore sportivo: Rudi Völler
- Direttore Tecnico: Sami Hyypiä
- Allenatore: Sascha Lewandowski
- Preparatore/i atletico/i:  Dr. Holger Broich
- Preparatore dei portieri: Rüdiger Vollborn
- Assistenti allenatore:
- Medico sociale:

## Rosa
| N. |                     | Ruolo | Calciatore         |
| -- | ------------------- | ----- | ------------------ |
| 1  | Germania (bandiera) | P     | Bernd Leno         |
| 2  | Germania (bandiera) | D     | Daniel Schwaab     |
| 3  | Germania (bandiera) | D     | Stefan Reinartz    |
| 4  | Germania (bandiera) | D     | Philipp Wollscheid |
| 5  | Germania (bandiera) | D     | Manuel Friedrich   |
| 6  | Germania (bandiera) | C     | Simon Rolfes       |
| 7  | Cile (bandiera)     | A     | Júnior Fernándes   |
| 8  | Germania (bandiera) | C     | Lars Bender        |
| 9  | Germania (bandiera) | A     | André Schürrle     |
| 11 | Germania (bandiera) | A     | Stefan Kießling    |
| 13 | Germania (bandiera) | C     | Jens Hegeler       |
| 14 | Giappone (bandiera) | D     | Hajime Hosogai     |
| 16 | Polonia (bandiera)  | A     | Arkadiusz Milik    |
| 17 | Polonia (bandiera)  | D     | Sebastian Boenisch |

| N. |                        | Ruolo | Calciatore      |
| -- | ---------------------- | ----- | --------------- |
| 18 | Germania (bandiera)    | C     | Sidney Sam      |
| 19 | Germania (bandiera)    | A     | Okan Aydin ^    |
| 20 | Spagna (bandiera)      | D     | Daniel Carvajal |
| 21 | Turchia (bandiera)     | D     | Ömer Toprak     |
| 22 | Stati Uniti (bandiera) | P     | David Yelldell  |
| 23 | Brasile (bandiera)     | D     | Carlinhos °     |
| 24 | Rep. Ceca (bandiera)   | D     | Michal Kadlec   |
| 27 | Germania (bandiera)    | D     | Gonzalo Castro  |
| 28 | Germania (bandiera)    | C     | Erik Zenga ^    |
| 30 | Germania (bandiera)    | C     | Kolja Pusch ^   |
| 31 | Germania (bandiera)    | C     | Dominik Kohr ^  |
| 33 | Germania (bandiera)    | P     | Michael Rensing |
| 36 | Germania (bandiera)    | P     | Niklas Lomb ^   |
| 38 | Germania (bandiera)    | C     | Karim Bellarabi |

°ceduto sessione invernale
^aggregati dal Bayer Leverkusen II

## Calciomercato
| Arrivi | Arrivi             | Arrivi               | Arrivi        |
| R.     | Nome               | da                   | Modalità      |
| ------ | ------------------ | -------------------- | ------------- |
| P      | Michael Rensing    | Colonia              | definitivo    |
| D      | Philipp Wollscheid | Norimberga           | definitivo    |
| D      | Daniel Carvajal    | Real M. Castilla     | definitivo    |
| D      | Sebastian Boenisch | Werder Brema         | definitivo    |
| C      | Hajime Hosogai     | Augusta              | fine prestito |
| C      | Jens Hegeler       | Norimberga           | fine prestito |
| A      | Arkadiusz Milik    | Górnik Zabrze        | definitivo    |
| A      | Júnior Fernándes   | Universidad de Chile | definitivo    |

| Partenze | Partenze            | Partenze              | Partenze      |
| R.       | Nome                | a                     | Modalità      |
| -------- | ------------------- | --------------------- | ------------- |
| P        | René Adler          | Amburgo               | definitivo    |
| P        | Fabian Giefer       | Fortuna Düsseldorf    | definitivo    |
| D        | Carlinhos           | Jahn Ratisbona        | prestito      |
| D        | Bastian Oczipka     | Eintracht Francoforte | definitivo    |
| C        | Renato Augusto      | Corinthians           | definitivo    |
| C        | Hanno Balitsch      | Norimberga            | definitivo    |
| C        | Michael Ortega      | Bochum                | fine prestito |
| C        | Michael Ballack     | -                     | fine carriera |
| C        | Tranquillo Barnetta | Schalke 04            | definitivo    |
| C        | Vedran Ćorluka      | Lokomotiv Mosca       | definitivo    |
| A        | Eren Derdiyok       | Hoffenheim            | definitivo    |

## Risultati

### Bundesliga

#### Girone di andata
| Arbitro: | Kinhöfer |

|                      |           |              |
| Aigner 57’ Lanig 82’ | Marcatori | 30’ Kießling |

| Arbitro: | Meyer |

|                          |           |  |
| Castro 8’ Wollscheid 54’ | Marcatori |  |

| Arbitro: | Brych |

|                                                |           |  |
| Hummels 29’ Błaszczykowski 39’ Lewandowski 78’ | Marcatori |  |

| Arbitro: | Gagelmann |

|            |           |             |
| Kadlec 12’ | Marcatori | 3’ Herrmann |

| Arbitro: | Dankert |

|            |           |                                         |
| Werner 51’ | Marcatori | 7’ Kießling 39’ Wollscheid 44’ Schürrle |

| Arbitro: | Winkmann |

|              |           |  |
| Sam 50’, 62’ | Marcatori |  |

| Arbitro: | Perl |

|                          |           |                   |
| Ibišević 19’ (rig.), 55’ | Marcatori | 12’, 59’ Kießling |

| Arbitro: | Sippel |

|                         |           |                      |
| Kießling 43’ Castro 87’ | Marcatori | 58’ Szalai 76’ Risse |

| Arbitro: | Meyer |

|               |           |                      |
| Mandžukić 77’ | Marcatori | 42’ Kießling 87’ Sam |

| Arbitro: | Brych |

|                                 |           |                       |
| Sam 16’ Schürrle 41’ Castro 66’ | Marcatori | 40’ Rafael 86’ Bodzek |

| Arbitro: | Dankert |

|                        |           |              |
| Diego 4’, 16’ Dost 33’ | Marcatori | 90’ Kießling |

| Arbitro: | Stark |

|                           |           |  |
| Schürrle 45’ Kießling 67’ | Marcatori |  |

| Arbitro: | Dingert |

|             |           |                         |
| Johnson 59’ | Marcatori | 15’ Bender 38’ Carvajal |

| Arbitro: | Kinhöfer |

|              |           |                                        |
| Petersen 54’ | Marcatori | 32’, 52’ Castro 74’ Rolfes 79’ Hegeler |

| Arbitro: | Schmidt |

|              |           |  |
| Kießling 37’ | Marcatori |  |

| Arbitro: | Welz |

|                                         |           |                        |
| Huszti 20’ (rig.), 69’ (rig.) Diouf 57’ | Marcatori | 2’ Castro 58’ Kießling |

| Arbitro: | Aytekin |

|                                |           |  |
| Kießling 26’, 66’ Schürrle 36’ | Marcatori |  |

#### Girone di ritorno
| Arbitro: | Stark |

|                                        |           |           |
| Boenisch 30’ Kießling 32’ Schürrle 58’ | Marcatori | 78’ Meier |

| Friburgo in Brisgovia 26 gennaio 2013, ore 18:30 CET 19ª giornata | Friburgo | 0 – 0 referto | Bayer Leverkusen | Mage Solar Stadion (22 500 spett.)\| Arbitro: \| Brych \| |
| Arbitro:                                                          | Brych    |               |                  |                                                           |

| Arbitro: | Aytekin |

|                   |           |                                                  |
| Reinartz 58’, 62’ | Marcatori | 3’ Reus 9’ (rig.) Błaszczykowski 63’ Lewandowski |

| Arbitro: | Kircher |

|                                      |           |                                   |
| Stranzl 45’ de Jong 58’ Herrmann 86’ | Marcatori | 52’ Sam 60’ Kießling 64’ Schürrle |

| Arbitro: | Schmidt |

|                         |           |             |
| Kießling 26’ Bender 76’ | Marcatori | 89’ Mölders |

| Fürth 24 febbraio 2013, ore 17:30 CET 23ª giornata | Greuther Fürth | 0 – 0 referto | Bayer Leverkusen | Trolli Arena (14 635 spett.)\| Arbitro: \| Drees \| |
| Arbitro:                                           | Drees          |               |                  |                                                     |

| Arbitro: | Stark |

|                                |           |                     |
| Kießling 82’ (rig.) Bender 86’ | Marcatori | 12’ (rig.) Ibišević |

| Arbitro: | Meyer |

|                       |           |  |
| Ivanschitz 61’ (rig.) | Marcatori |  |

| Arbitro: | Gagelmann |

|            |           |                                 |
| Rolfes 75’ | Marcatori | 37’ Gómez 87’ (aut.) Wollscheid |

| Arbitro: | Zwayer |

|                    |           |                                            |
| Schwaab 41’ (aut.) | Marcatori | 22’ (rig.), 88’ Kießling 62’, 84’ Schürrle |

| Arbitro: | Sippel |

|              |           |          |
| Schürrle 12’ | Marcatori | 70’ Kjær |

| Arbitro: | Gräfe |

|                              |           |                         |
| Pukki 71’ Raffael 87’ (rig.) | Marcatori | 39’ Rolfes 58’ Kießling |

| Arbitro: | Winkmann |

|                                                  |           |  |
| Kießling 16’, 65’ Schürrle 31’, 69’ Reinartz 79’ | Marcatori |  |

| Arbitro: | Aytekin |

|                     |           |  |
| Kießling 35’ (rig.) | Marcatori |  |

| Arbitro: | Welz |

|  |           |                                |
|  | Marcatori | 26’ Toprak 62’ (rig.) Kießling |

| Arbitro: | Dankert |

|                              |           |             |
| Hegeler 6’, 60’ Kießling 28’ | Marcatori | 71’ Sobiech |

| Arbitro: | Stark |

|  |           |              |
|  | Marcatori | 90’ Kießling |

### Coppa di Germania
| Arbitro: | Stieler |

|  |           |                                                    |
|  | Marcatori | 2’ Rolfes 14’ Bellarabi 81’ Kießling 90’ Fernandes |

| Arbitro: | Drees |

|                      |           |                                        |
| Hille 11’ Schütz 82’ | Marcatori | 23’ Hegeler 56’ Friedrich 94’ Schürrle |

| Arbitro: | Kircher |

|                     |           |                   |
| Träsch 78’ Dost 90’ | Marcatori | 31’ (aut.) Fágner |

### Europa League

#### Fase a gironi
| Leverkusen 20 settembre 2012, ore 21:05 CEST 1ª giornata | Bayer Leverkusen | 0 – 0 referto | Metalist | BayArena (15 300 spett.)\| Arbitro: \| Hansson \| |
| Arbitro:                                                 | Hansson          |               |          |                                                   |

| Arbitro: | Oliver |

|  |           |              |
|  | Marcatori | 77’ Kießling |

| Arbitro: | Vitienes |

|  |           |                                              |
|  | Marcatori | 37’ Wollscheid 56’, 90’ Castro 58’ Bellarabi |

| Arbitro: | Kovařik |

|                                       |           |  |
| Hegeler 4’ Schürrle 53’ Friedrich 66’ | Marcatori |  |

| Arbitro: | Balaj |

|                          |           |  |
| Cristaldo 46’ Xavier 85’ | Marcatori |  |

| Arbitro: | Trattou |

|            |           |  |
| Riedel 65’ | Marcatori |  |

#### Fase ad eliminazione diretta
| Arbitro: | Lahoz |

|  |           |             |
|  | Marcatori | 61’ Cardozo |

| Arbitro: | Královec |

|                    |           |              |
| John 60’ Matić 77’ | Marcatori | 75’ Schürrle |

## Statistiche

### Statistiche di squadra
| Competizione      | Punti | In casa | In casa | In casa | In casa | In casa | In casa | In trasferta | In trasferta | In trasferta | In trasferta | In trasferta | In trasferta | Totale | Totale | Totale | Totale | Totale | Totale | DR  |
| Competizione      | Punti | G       | V       | N       | P       | Gf      | Gs      | G            | V            | N            | P            | Gf           | Gs           | G      | V      | N      | P      | Gf     | Gs     | DR  |
| ----------------- | ----- | ------- | ------- | ------- | ------- | ------- | ------- | ------------ | ------------ | ------------ | ------------ | ------------ | ------------ | ------ | ------ | ------ | ------ | ------ | ------ | --- |
| Bundesliga        | 65    | 17      | 12      | 3       | 2       | 36      | 15      | 17           | 7            | 5            | 5            | 29           | 24           | 34     | 19     | 8      | 7      | 65     | 39     | +26 |
| Coppa di Germania | -     | 0       | 0       | 0       | 0       | 0       | 0       | 3            | 2            | 0            | 1            | 8            | 4            | 3      | 2      | 0      | 1      | 8      | 4      | +4  |
| Europa League     | -     | 4       | 2       | 1       | 1       | 4       | 1       | 4            | 2            | 0            | 2            | 6            | 4            | 8      | 4      | 1      | 3      | 10     | 5      | +5  |
| Totale            | -     | 21      | 14      | 4       | 3       | 40      | 16      | 24           | 11           | 5            | 8            | 43           | 32           | 45     | 25     | 9      | 11     | 83     | 48     | +35 |

### Andamento in campionato
| Giornata  | 1  | 2 | 3  | 4  | 5 | 6 | 7 | 8 | 9 | 10 | 11 | 12 | 13 | 14 | 15 | 16 | 17 | 18 | 19 | 20 | 21 | 22 | 23 | 24 | 25 | 26 | 27 | 28 | 29 | 30 | 31 | 32 | 33 | 34 |
| --------- | -- | - | -- | -- | - | - | - | - | - | -- | -- | -- | -- | -- | -- | -- | -- | -- | -- | -- | -- | -- | -- | -- | -- | -- | -- | -- | -- | -- | -- | -- | -- | -- |
| Luogo     | T  | C | T  | C  | T | C | T | C | T | C  | T  | C  | T  | T  | C  | T  | C  | C  | T  | C  | T  | C  | T  | C  | T  | C  | T  | C  | T  | C  | C  | T  | C  | T  |
| Risultato | P  | V | P  | N  | V | V | N | N | V | V  | P  | V  | V  | V  | V  | P  | V  | V  | N  | P  | N  | V  | N  | V  | P  | P  | V  | N  | N  | V  | V  | V  | V  | V  |
| Posizione | 12 | 9 | 12 | 13 | 8 | 7 | 6 | 5 | 5 | 4  | 5  | 5  | 5  | 2  | 2  | 2  | 2  | 2  | 2  | 3  | 3  | 3  | 3  | 3  | 3  | 3  | 3  | 3  | 3  | 3  | 3  | 3  | 3  | 3  |

Legenda:

Luogo: C = Casa; T = Trasferta. Risultato: V = Vittoria; N = Pareggio; P = Sconfitta.

### Statistiche dei giocatori
| Giocatore     | Bundesliga | Bundesliga | Bundesliga  | Bundesliga | Coppa di Germania | Coppa di Germania | Coppa di Germania | Coppa di Germania | Europa League | Europa League | Europa League | Europa League | Totale   | Totale | Totale      | Totale     |
| Giocatore     | Presenze   | Reti       | Ammonizioni | Espulsioni | Presenze          | Reti              | Ammonizioni       | Espulsioni        | Presenze      | Reti          | Ammonizioni   | Espulsioni    | Presenze | Reti   | Ammonizioni | Espulsioni |
| ------------- | ---------- | ---------- | ----------- | ---------- | ----------------- | ----------------- | ----------------- | ----------------- | ------------- | ------------- | ------------- | ------------- | -------- | ------ | ----------- | ---------- |
| B. Leno       | 32         | 0          | 2           | 0          | 2                 | 0                 | 0                 | 0                 | 6             | 0             | 0             | 0             | 40       | 0      | 2           | 0          |
| N. Lomb       | -          | -          | -           | -          | -                 | -                 | -                 | -                 | 1             | 0             | 0             | 0             | 1        | 0      | 0           | 0          |
| M. Rensing    | 2          | 0          | 0           | 0          | 1                 | 0                 | 1                 | 0                 | 1             | 0             | 0             | 0             | 4        | 0      | 1           | 0          |
| D. Yelldell   | -          | -          | -           | -          | -                 | -                 | -                 | -                 | -             | -             | -             | -             | -        | -      | -           | -          |
| S. Boenisch   | 15         | 1          | 5           | 0          | 1                 | 0                 | 0                 | 0                 | 2             | 0             | 0             | 0             | 18       | 1      | 5           | 0          |
| D. Carvajal   | 32         | 1          | 7           | 0          | 2                 | 0                 | 1                 | 0                 | 2             | 0             | 2             | 0             | 36       | 1      | 10          | 0          |
| M. Friedrich  | 11         | 0          | 1           | 0          | 2                 | 1                 | 0                 | 0                 | 5             | 1             | 2             | 0             | 18       | 2      | 3           | 0          |
| M. Kadlec     | 14         | 1          | 1           | 0          | 1                 | 0                 | 0                 | 0                 | 3             | 0             | 0             | 0             | 18       | 1      | 1           | 0          |
| D. Schwaab    | 16         | 0          | 3           | 0          | 2                 | 0                 | 0                 | 0                 | 4             | 0             | 2             | 0             | 22       | 0      | 5           | 0          |
| Ö. Toprak     | 26         | 1          | 8           | 1          | 2                 | 0                 | 0                 | 0                 | 4             | 0             | 0             | 0             | 32       | 1      | 8           | 1          |
| P. Wollscheid | 31         | 2          | 6           | 0          | 2                 | 0                 | 0                 | 0                 | 7             | 1             | 1             | 0             | 40       | 3      | 7           | 0          |
| K. Bellarabi  | 8          | 0          | 1           | 0          | 1                 | 1                 | 0                 | 0                 | 2             | 1             | 1             | 0             | 11       | 2      | 2           | 0          |
| L. Bender     | 33         | 3          | 1           | 0          | 3                 | 0                 | 0                 | 0                 | 5             | 0             | 2             | 0             | 41       | 3      | 3           | 0          |
| G. Castro     | 31         | 6          | 4           | 0          | 3                 | 0                 | 0                 | 0                 | 6             | 2             | 1             | 0             | 40       | 8      | 5           | 0          |
| L. Dürholtz   | -          | -          | -           | -          | -                 | -                 | -                 | -                 | -             | -             | -             | -             | -        | -      | -           | -          |
| J. Hegeler    | 27         | 3          | 3           | 0          | 2                 | 1                 | 0                 | 0                 | 6             | 1             | 0             | 0             | 35       | 5      | 3           | 0          |
| H. Hosogai    | 17         | 0          | 1           | 0          | 2                 | 0                 | 0                 | 0                 | 4             | 0             | 0             | 0             | 23       | 0      | 1           | 0          |
| D. Kohr       | 4          | 0          | 0           | 0          | -                 | -                 | -                 | -                 | 2             | 0             | 0             | 0             | 6        | 0      | 0           | 0          |
| J. Meffert    | -          | -          | -           | -          | -                 | -                 | -                 | -                 | 1             | 0             | 0             | 0             | 1        | 0      | 0           | 0          |
| K. Pusch      | -          | -          | -           | -          | -                 | -                 | -                 | -                 | 1             | 0             | 0             | 0             | 1        | 0      | 0           | 0          |
| S. Reinartz   | 29         | 3          | 11          | 0          | 3                 | 0                 | 1                 | 0                 | 5             | 0             | 1             | 0             | 37       | 3      | 13          | 0          |
| J. Riedel     | -          | -          | -           | -          | -                 | -                 | -                 | -                 | 1             | 1             | 0             | 0             | 1        | 1      | 0           | 0          |
| S. Rolfes     | 30         | 3          | 3           | 1          | 3                 | 1                 | 0                 | 0                 | 7             | 0             | 0             | 0             | 40       | 4      | 3           | 1          |
| S. Sam        | 22         | 5          | 2           | 0          | 2                 | 0                 | 0                 | 0                 | 4             | 0             | 0             | 0             | 28       | 5      | 2           | 0          |
| T. Steffen    | -          | -          | -           | -          | -                 | -                 | -                 | -                 | 2             | 0             | 0             | 0             | 2        | 0      | 0           | 0          |
| E. Zenga      | -          | -          | -           | -          | -                 | -                 | -                 | -                 | -             | -             | -             | -             | -        | -      | -           | -          |
| O. Aydin      | 1          | 0          | 0           | 0          | -                 | -                 | -                 | -                 | 2             | 0             | 0             | 0             | 3        | 0      | 0           | 0          |
| J. Fernandes  | 6          | 0          | 0           | 0          | 1                 | 1                 | 0                 | 0                 | 6             | 0             | 0             | 0             | 13       | 1      | 0           | 0          |
| S. Kießling   | 34         | 25         | 1           | 0          | 3                 | 1                 | 0                 | 0                 | 6             | 1             | 1             | 0             | 43       | 27     | 2           | 0          |
| A. Milik      | 6          | 0          | 0           | 0          | -                 | -                 | -                 | -                 | 2             | 0             | 1             | 0             | 8        | 0      | 1           | 0          |
| A. Schürrle   | 34         | 11         | 1           | 0          | 3                 | 1                 | 0                 | 0                 | 6             | 2             | 0             | 0             | 43       | 14     | 1           | 0          |
| R. Augusto    | 6          | 0          | 0           | 0          | -                 | -                 | -                 | -                 | 5             | 0             | 0             | 0             | 11       | 0      | 0           | 0          |
| Carlinhos     | -          | -          | -           | -          | 3                 | 0                 | 0                 | 0                 | 3             | 0             | 0             | 0             |          |        |             |            |